# Zjitiqara
Zjitiqara (kazakiska: Zhetiqara, ryska: Джетыгара, kazakiska: Жітіқара) är en ort i Kazakstan.   Den ligger i oblystet Qostanaj, i den nordvästra delen av landet, 700 km väster om huvudstaden Astana. Zjitiqara ligger 271 meter över havet och antalet invånare är 43 104.
Terrängen runt Zjitiqara är platt, och sluttar österut. Runt Zjitiqara är det tätbefolkat, med 331 invånare per kvadratkilometer. Det finns inga andra samhällen i närheten. Trakten runt Zjitiqara består i huvudsak av gräsmarker.